# Nexus Player
Nexus Player — цифровий медіа-плеєр спільно розроблений Google і Asus. Це другий медіа-плеєр в родині споживчих пристроїв Google Nexus. Він працює на Android 7.0 («Nougat»,"Нуга"), це перший пристрій на платформі Android TV. Nexus Player підтримує Google Cast, функцію для вибору і управління відтворенням мультимедіа на телевізорі, який був вперше введений у Chromecast. З 24 травня 2016 року, Google припинив розвиток і продаж Nexus Player.

## Запуск
Nexus Player був анонсований 15 жовтня 2014 року і доступний для попереднього замовлення через два дні на Google Play Store за $99, а потім став доступний для покупки в магазинах роздрібної торгівлі в США.

## Характеристики
Він має 1,8 ГГц чотирьохядерний процесор Intel Atom Z3560 з 1 Гб оперативної пам'яті і 8 Гб вбудованої пам'яті. 

## Віддалене керування
Nexus Player поставляється в комплекті з пультом дистанційного керування Bluetooth, котрий має сенсорну панель і кнопку Enter, а також клавіші "Назад", "Додому" і відтворення/паузи. Він також має кнопку для активації програми Google Search для пошуку контенту використовуючи голосовий набір через вбудований мікрофон пульта дистанційного керування. Пристроєм також можна керувати за допомогою будь-якого Android смартфону з Google Play сервісами. Додаток також має підтримку Android Wear, що дозволяє керувати пристроєм за допомогою підтримуваних смарт-годинників.